# 海創園駅
海創園駅（かいそうえんえき）は、中華人民共和国浙江省杭州市余杭区高教路と文一西路の交差点に位置する杭州地下鉄19号線の駅である。将来的には12号線との乗換駅になる予定である。

## 歴史
- 2022年9月22日：開業[3]。
- 2024年9月29日：地下街に開業[4]。

## 駅構造
島式ホーム1面2線を有する地下駅。

### のりば
案内上ののりば番号は設定されていない。
| 路線     | 方向 | 行先                                          |
| -------- | ---- | --------------------------------------------- |
| ■ 19号線 | 下り | 火車西站・苕渓方面                            |
| ■ 19号線 | 上り | 火車東站（東広場）・ 蕭山国際機場・永盛路方面 |

（出典：站内空间示意图）

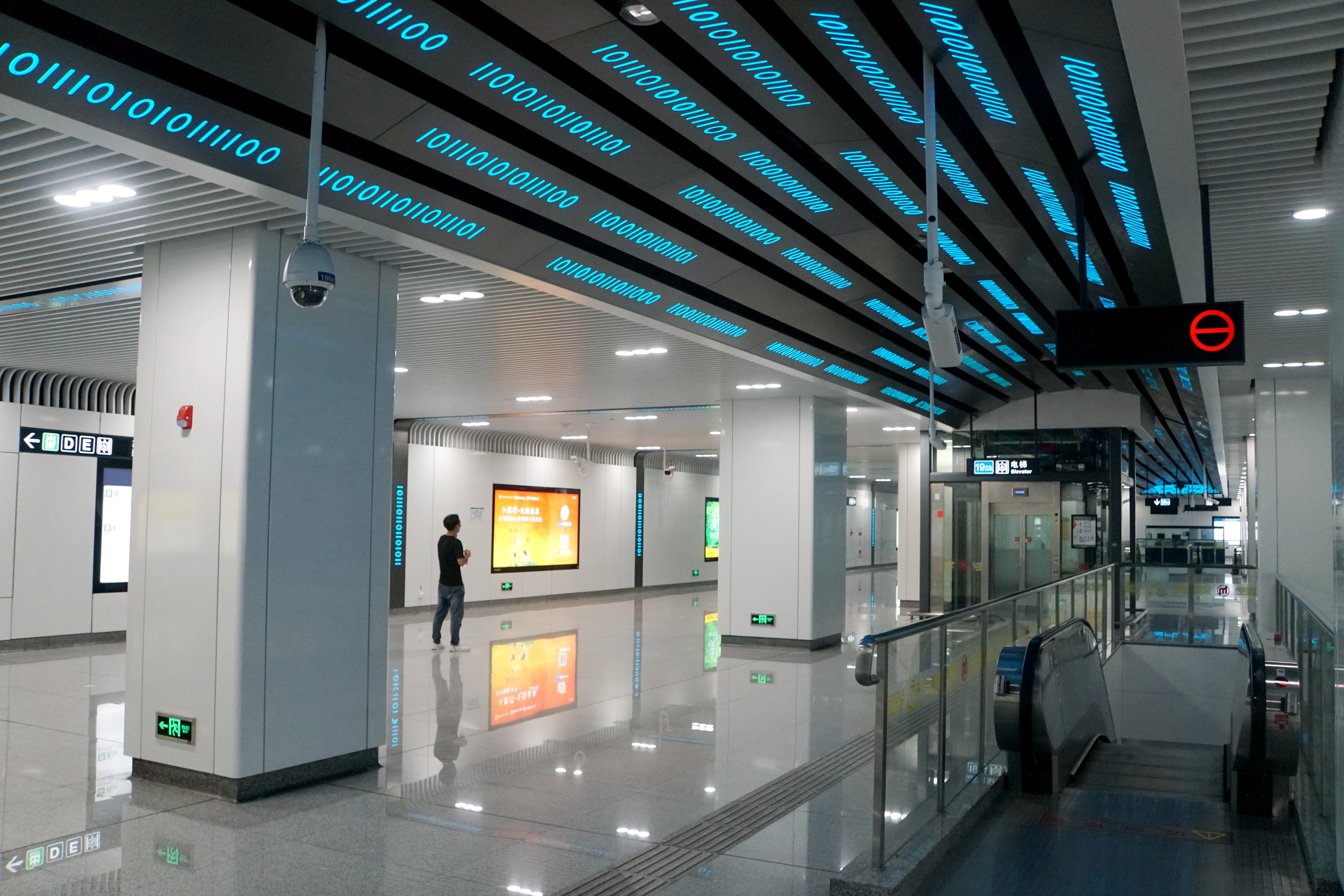
コンコース
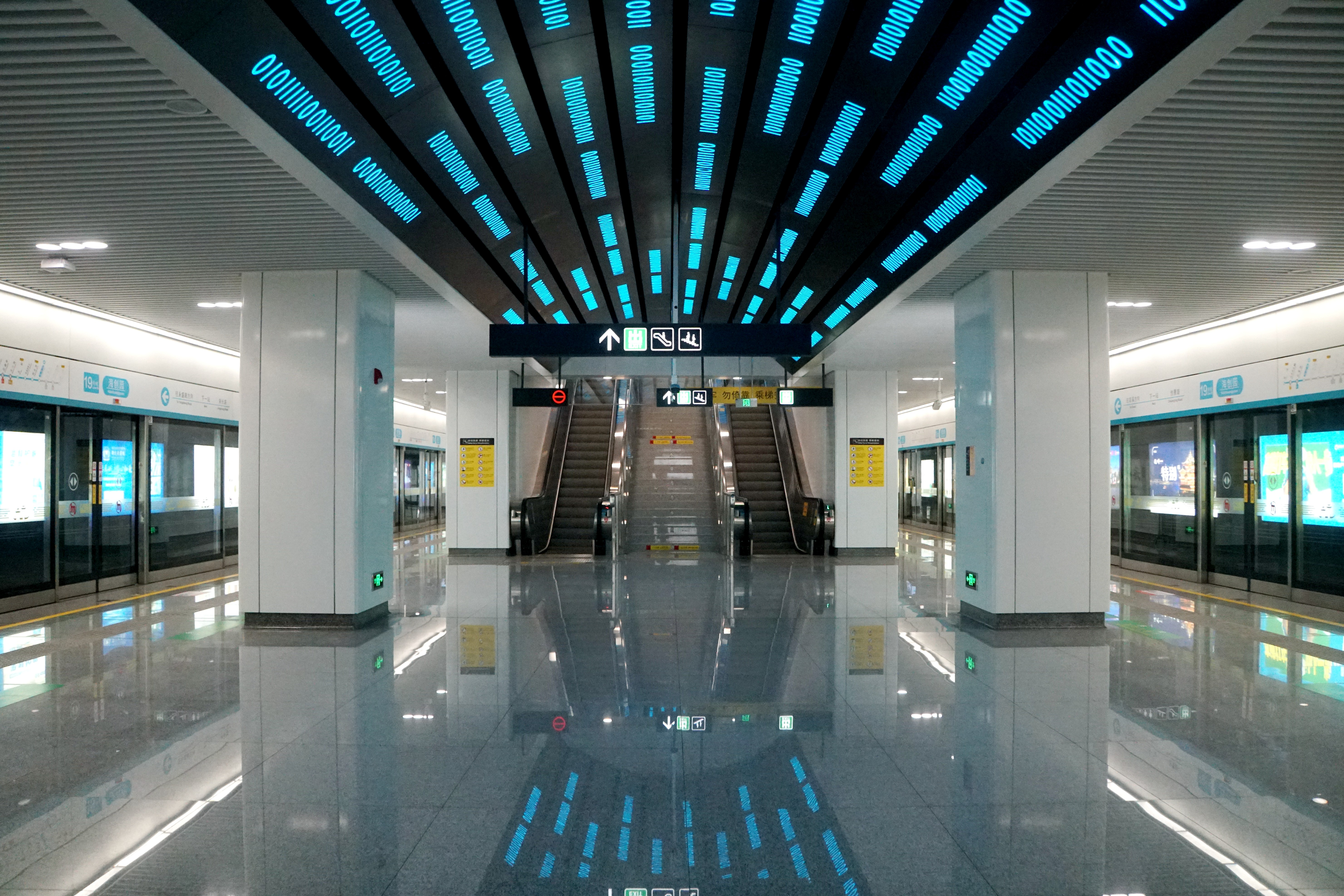
ホーム
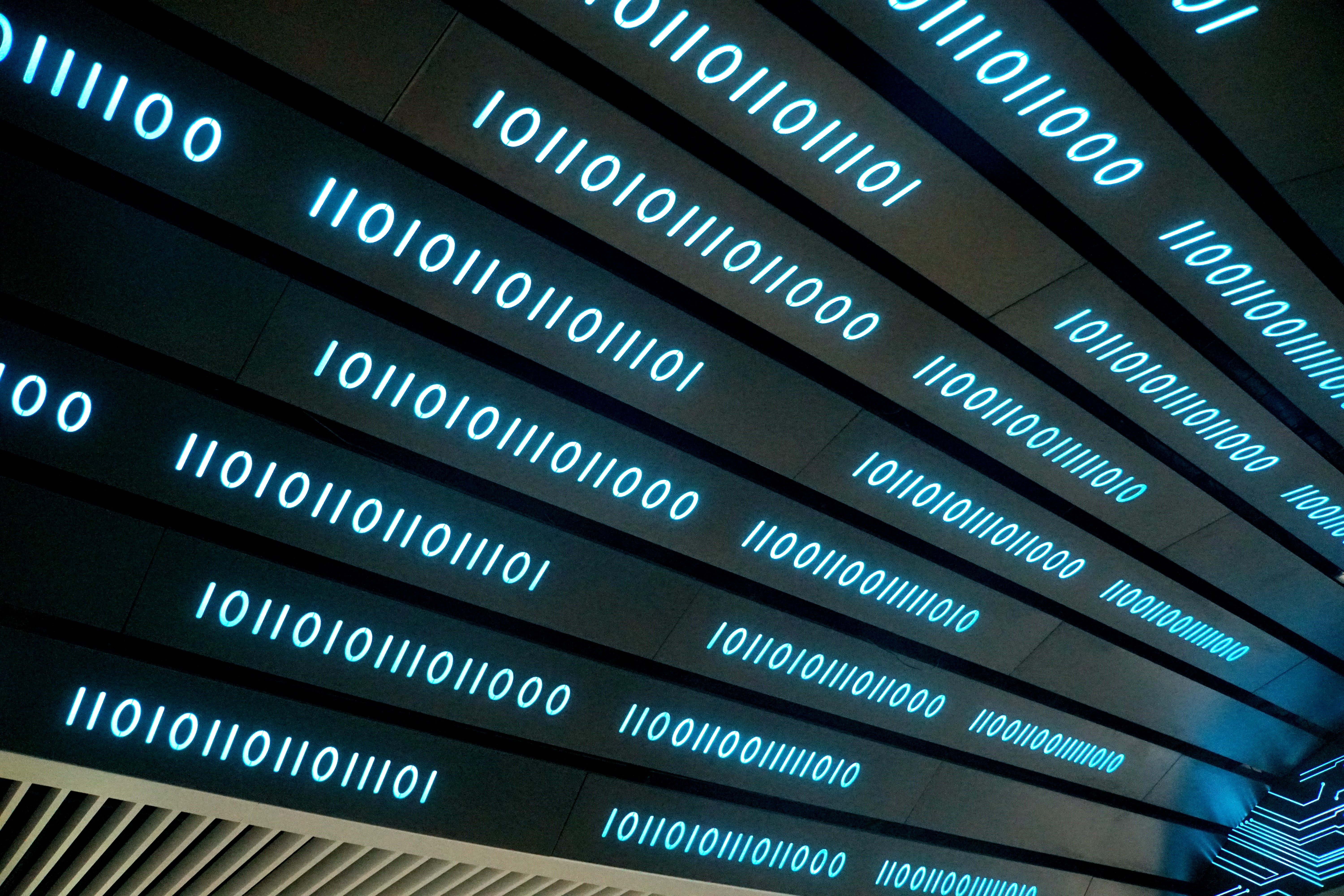
天井装飾に施された「杭州地铁」の4文字は、GBK文字コードで表されている

### 地下街
地下街は地下1階に位置し、コンコースの南方にコンコースと平行かつ独立して設置されており、コンコース中央部・E出入口連絡通路・F出入口連絡通路の3箇所と接続している。

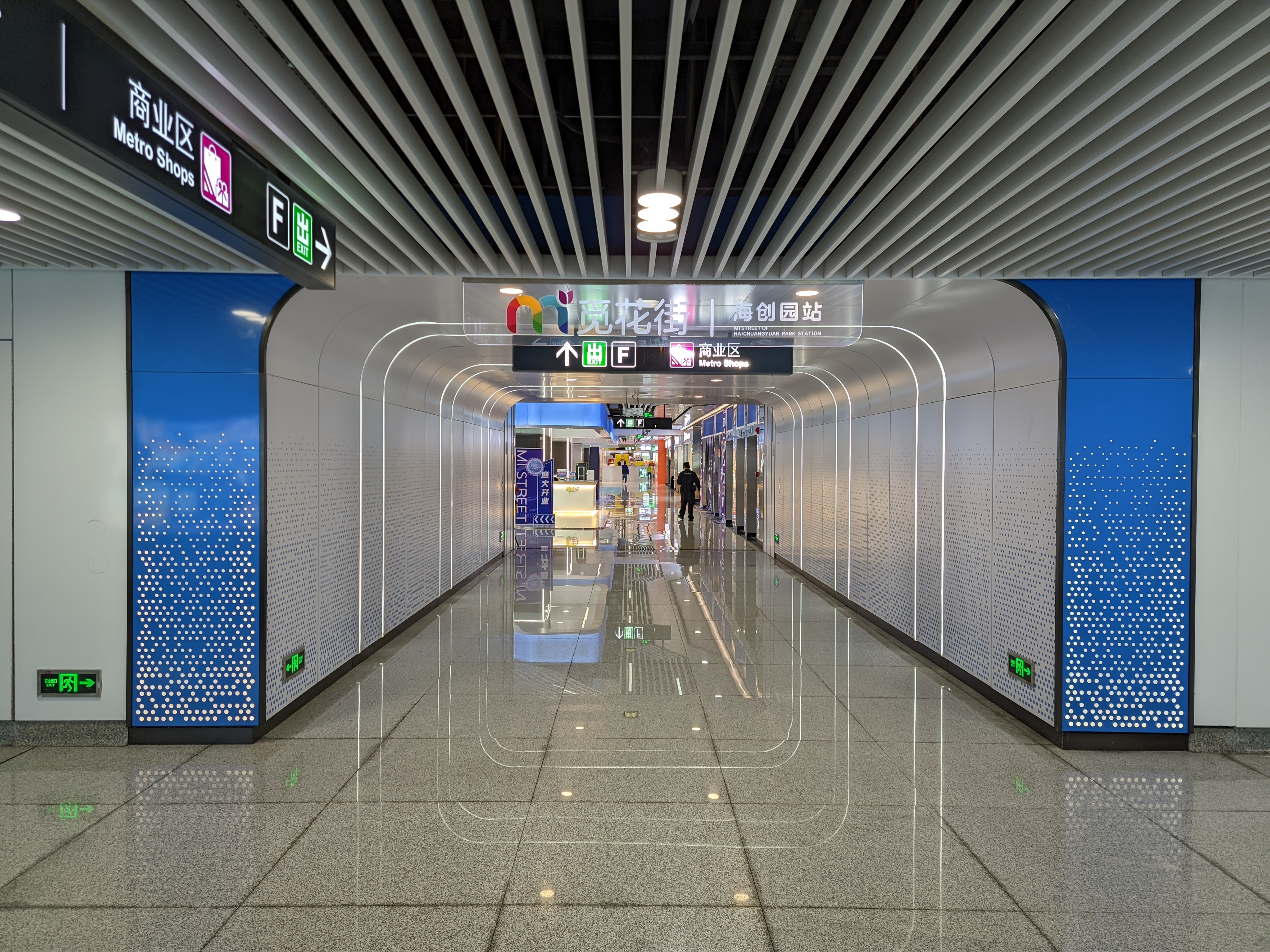
E出入口の連絡通路から見た地下街
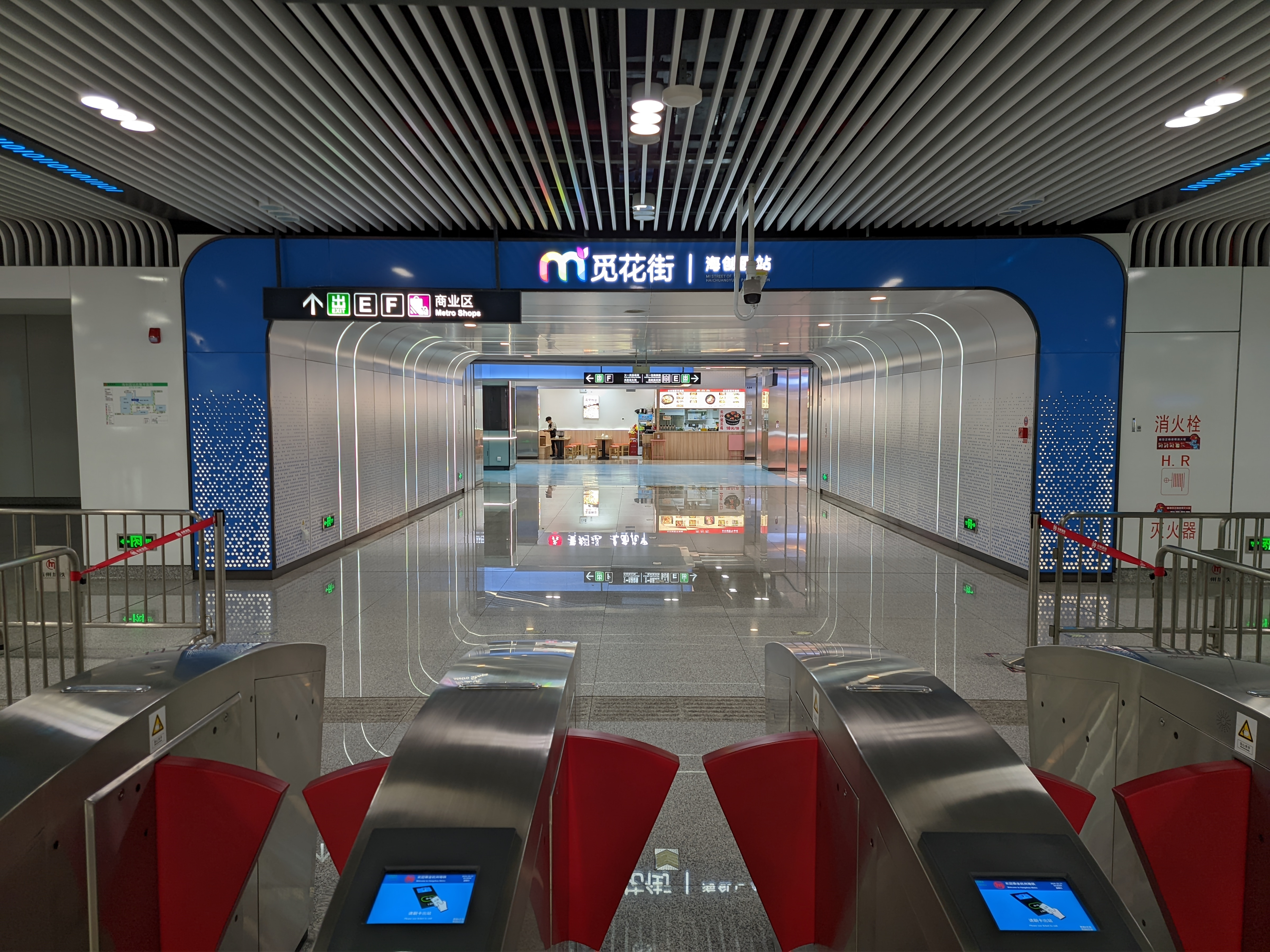
改札内のコンコースから見た地下街

## 駅周辺
- アリババグループ西渓園区（A区・C区）
- 浙江海外高層次人材創新園 - 駅名の由来
- 朗悦居

## 隣の駅
杭州地下鉄
■ 19号線
創景路駅 - 海創園駅 - 荊長路駅